# Сусунайський хребет
Сусуна́йський хребе́т — гірський хребет в південній частині острова Сахалін.
- Довжина 55 км,
- Висота 500—1 000 м (найбільша — гора Чехова — 1 047 м).

Складений метаморфічними і осадовими породами. На схилах — ялиново-ялицева тайга з рідкісною домішкою курильського бамбука і хащі кедрового сланика.
Біля підніжжя — м. Южно-Сахалінськ.